# کنوت آندرس سورام
کنوت آندرس سورام (به انگلیسی: Knut Anders Sørum) خواننده نروژی است.
او در مسابقه آواز یوروویژن ۲۰۰۴ نماینده نروژ بود.